# Ford Evos (концепт-кар)
Ford Evos — це концептуальний гібридний автомобіль у кузові купе, представлений громадськості на Франкфуртському автосалоні у вересні 2011 року компанією Ford Europe.
Зовнішній дизайн, який називають Kinetic 2.0, розробив Стефан Ламм під керівництвом виконавчого директора з дизайну Ford of Europe Мартіна Сміта. Автомобіль оснащений чотирма дверима типу «крило чайки» і не призначений для виробництва. Однак Ford оголосив, що стратегія дизайну, продемонстрована в Evos, з'явиться на серійних автомобілях через кілька місяців.
Evos оснащено гібридною електричною силовою установкою, яка складається з 2,0-літрового бензинового двигуна за циклом Аткінсона, електродвигуна та літій-іонного акумулятора.

## Огляд
Evos — це чотиридверне чотиримісне купе, розроблене Стефаном Ламмом, Мартіном Смітом і Ойгеном Еннсом як подальший розвиток «Kinetic Design». Як і в попередньому дослідженні Ford Iosis, автомобіль має двері у формі «крила чайки», розташовані в протилежних напрямках, і не має центральної стійки. Плагін-гібрид приводиться в рух бензиновим або електричним двигуном, а енергія зберігається в літій-іонній батареї, розробленій Ford. Привід не є дослідженням, його було взято з Ford C-Max Energi, який увійшов у серійне виробництво в 2013 році.  Бензиновий двигун використовується лише при максимальній швидкості 75 км/год (47 миль/год) для електричний режим перевищено або запас електроенергії для електродвигуна закінчується. Загальний запас ходу концепції становить понад 800 км (500 миль).
Повністю світлодіодні фари, які мали бути доступними в автомобілях серії Ford у майбутньому,  зберігаються дуже пласкими і, таким чином, мають форму щілини, решітка має трапецієподібну форму і не опущена так далеко, як на поточних моделях Ford Motor Company. Широкі колісні арки надають автомобілю дуже спортивного враження. У задній частині автомобіля є безперервна смуга задніх ліхтарів, у тому числі центрально розташована трапецієподібна вихлопна труба та великий сріблястий дифузор.
У салоні чотири ковшоподібні сидіння, а прилади повністю цифрові. На вищих швидкостях менш важлива інформація автоматично приховується, щоб зменшити ризик відволікання.  Список відтворення аудіосистеми, а також налаштування для кондиціонування повітря, положення сидінь і навіть бажаної координації рульового управління, шасі та трансмісії повинні повністю автоматично налаштовуватися водієм через хмарний доступ .  Електроніка використовує сидіння, щоб визначити частоту пульсу водія під час водіння та адаптувати автомобіль до його фізичного стану; спеціальні системи фільтрів також захищають пасажирів від нечистого повітря.